# Mérope (Helíade)
Mérope era una ninfa Helíade, hija de Helios y, o bien de la oceánide Mérope o bien de Clímene.
Mérope fue una de las que lloraron tanto la muerte de su hermano Faetón que tras cuatro meses de lamentos sus lágrimas se convirtieron en ámbar y terminó transformándose, junto con sus hermanas, en los álamos que vierten su ámbar en el río Erídano.